# Diocesi di Adria-Rovigo

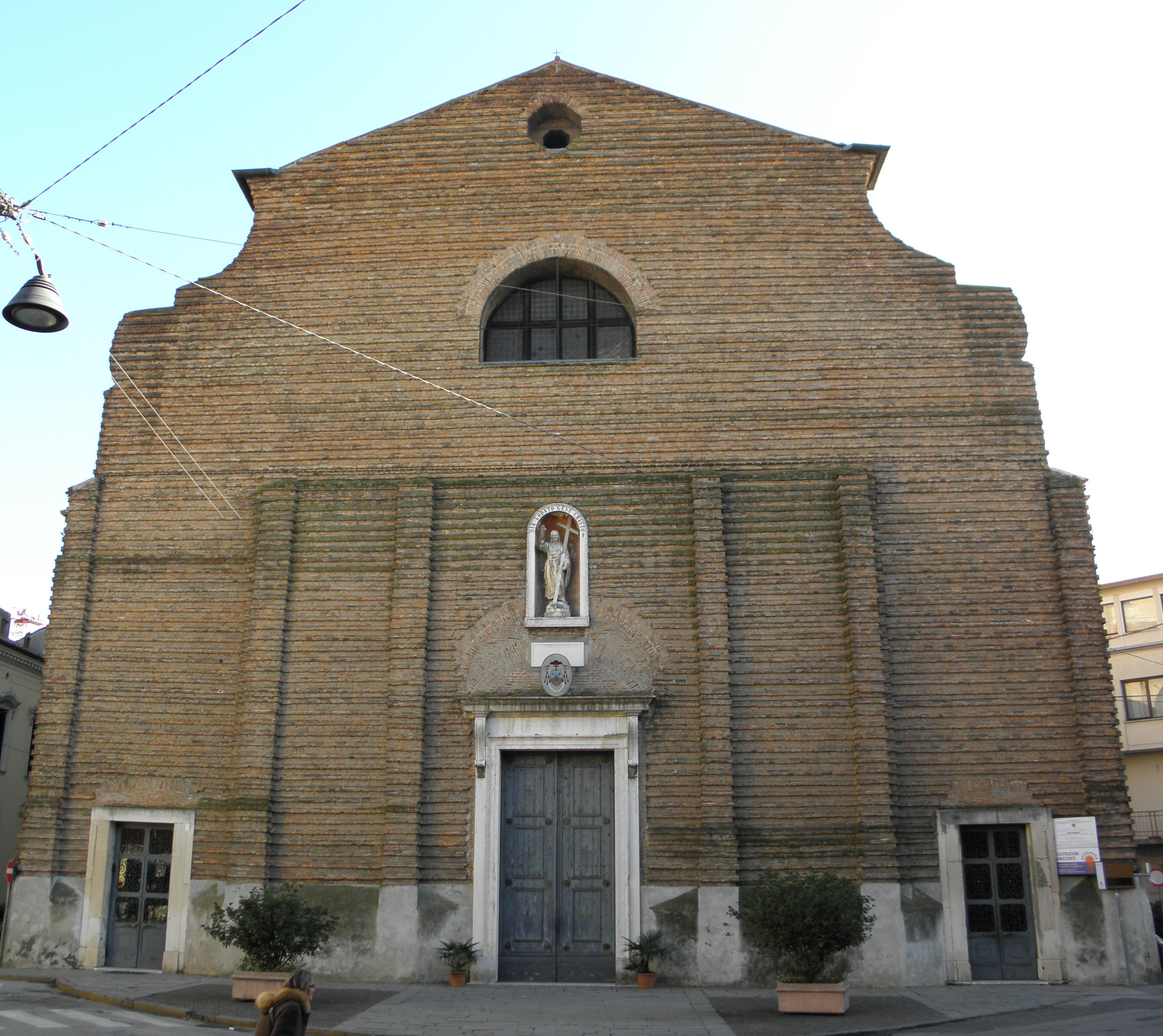
La concattedrale di Santo Stefano a Rovigo.

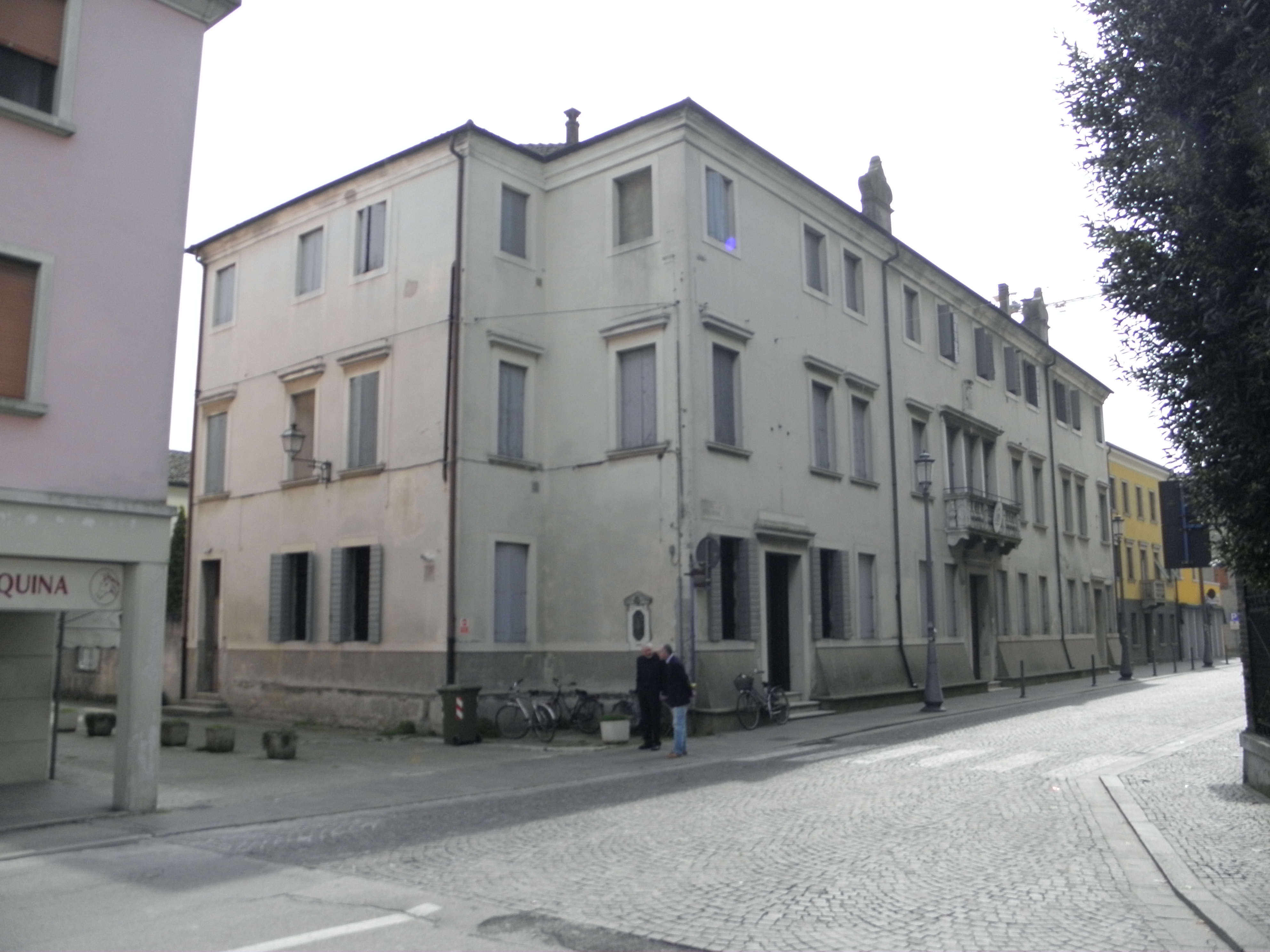
Il palazzo vescovile di Adria.

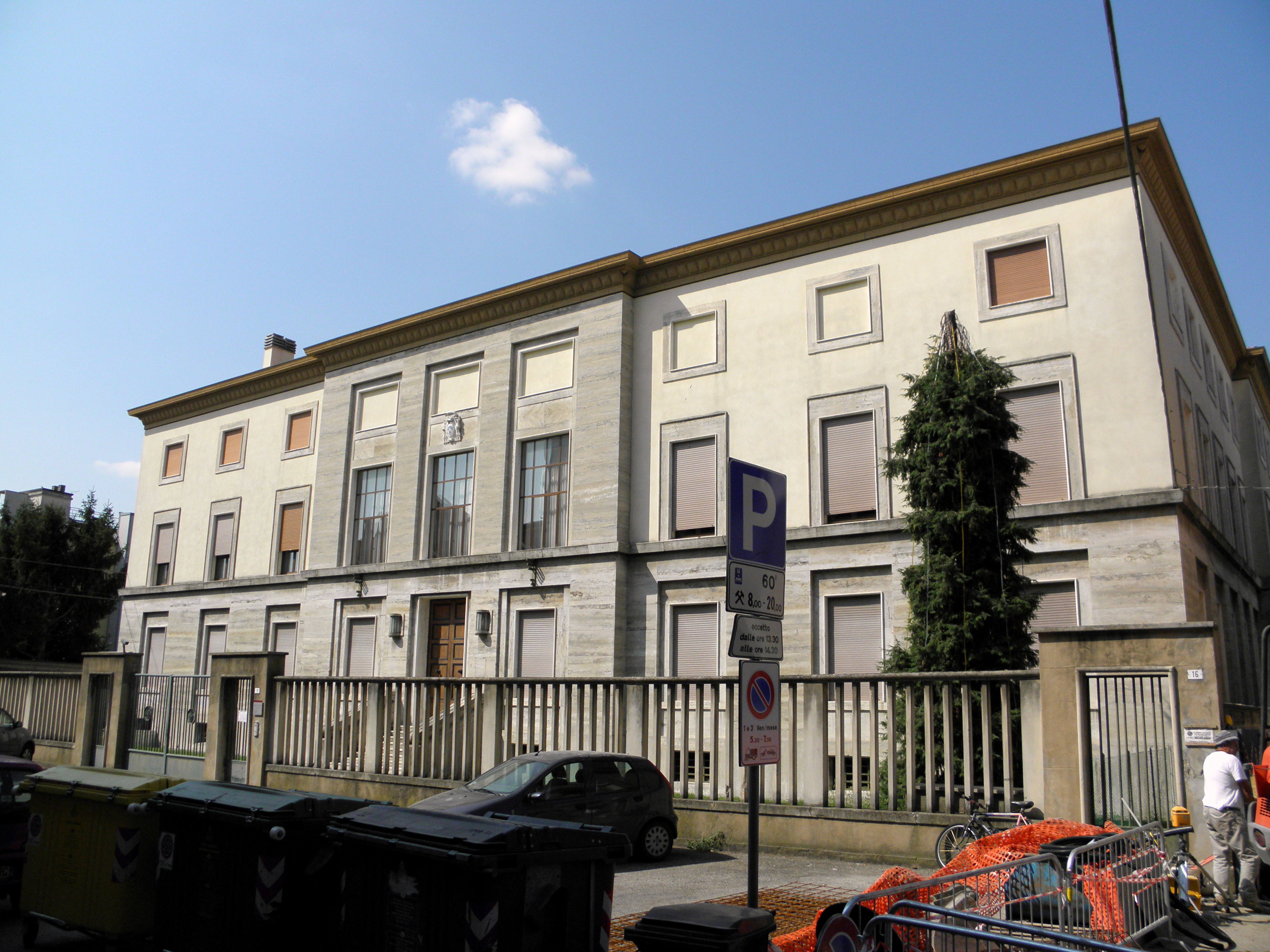
Il palazzo vescovile di Rovigo.

La diocesi di Adria-Rovigo (in latino Dioecesis Adriensis-Rhodigiensis) è una sede della Chiesa cattolica in Italia suffraganea del patriarcato di Venezia appartenente alla regione ecclesiastica Triveneto. Nel 2022 contava 190.000 battezzati su 193.890 abitanti. È retta dal vescovo Pierantonio Pavanello.

## Territorio
La diocesi comprende i territori di tutti i 44 comuni dell'alto e medio Polesine, ad eccezione dei territori di Ca' Emo, Fasana Polesine, Mazzorno Sinistro e Cavanella Po, frazioni di Adria (diocesi di Chioggia), e di Villa d'Adige, frazione di Badia Polesine (diocesi di Verona); include la frazione Lusia del comune di Barbona, in provincia di Padova.
Sede vescovile è la città di Rovigo, dove si trova la concattedrale di Santo Stefano papa. Ad Adria sorgono la cattedrale dei Santi Pietro e Paolo e l'adiacente cattedrale vecchia di San Giovanni, inglobata nella struttura più recente.
Il territorio è suddiviso in 8 vicariati e 109 parrocchie.

## Storia
Non è possibile determinare la data di fondazione della diocesi di Adria. La tradizione pone come fondatore sant'Apollinare, vescovo di Ravenna alla fine del II secolo, ma anche se l'influenza dell'esarcato di Ravenna sulla diocesi di Adria è certa nessun documento conferma questa tradizione. Per lungo tempo si è considerato autentico il privilegio di Valentiniano III (419-455) che dichiarava Giovanni Angeloptes metropolita di Ravenna concedendogli la giurisdizione di 14 chiese suffraganee tra le quali Adria. Cesare Baronio nel suo Annales ad annum 432 dimostrò che il documento era falso ed era stato composto tra il VII e l'VIII secolo.
Gli atti del concilio lateranense svoltosi nel 649 indetto da papa Martino I, sono il primo documento certo in cui si parla della diocesi di Adria; infatti nell'elenco dei vescovi partecipanti è nominato Gallinostius Hadrianensis episcopus.
Nell'iscrizione posta sulla fonte battesimale di Santa Maria della Tomba ad Adria, risalente al VII o VIII secolo, c'è il nome del secondo vescovo, Bono, mentre nel battistero di San Giovanni c'era un'iscrizione, posta ora sull'architrave della porta di sinistra della facciata di Santa Maria della Tomba, nella quale è nominato il terzo vescovo, Giovanni I. Da questo momento le notizie sui vescovi e sulla diocesi di Adria si basano su documenti sicuri.
Il 14 marzo 863 papa Niccolò III, affidando un diploma al vescovo Leone, in pratica aggiunse il potere temporale alla giurisdizione spirituale sulla diocesi, dando inizio a quello che alcuni storici chiamano il Feudo vescovile. Inizialmente furono concessi dei poteri sulla contea di Gavello, a cui seguirono altri beni ed altre terre.
Nel 920 il vescovo Paolo lasciò Adria a causa delle pressioni delle popolazioni barbariche da nord e delle continue alluvioni per trasferirsi a Rovigo; papa Giovanni X con il breve Et per te gli concesse in feudo la Curtem Bonevigo quae vocatur Rodige.
Attorno al 1200 con l'avvento degli Estensi la diocesi perse gli ultimi possedimenti temporali. Dopo gli estensi seguiranno via via i Carraresi, i Veneziani, i francesi e gli austriaci prima dell'annessione all'Italia.
Nel 1776 il vescovo Arnaldo Speroni degli Alvarotti diede inizio alla costruzione della nuova cattedrale, che verrà consacrata da Carlo Pio Ravasi l'11 dicembre 1826, e fece erigere il nuovo seminario diocesano a Rovigo nel 1779.
A livello territoriale nel corso dei secoli la diocesi ha subito notevoli variazioni dei suoi confini. Il 7 settembre 1792, dopo la soppressione dell'abbazia territoriale della Vangadizza, il senato veneto aggregò alla diocesi 12 parrocchie corrispondenti alle località di Badia (San Giovanni), Baruchella, Salvaterra, Crocetta, Villafora, Rasa, Barbuglio, Saguedo, Cavazzana, San Martino di Venezze, Borsea e Fratta.
Papa Pio VII con due bolle, De salute Dominici gregis del 1º maggio 1818 e Cum non gravibus del 9 marzo 1819, modificò di nuovo il territorio diocesano. Le parrocchie di Crespino e Sant'Apollinare passarono dalla giurisdizione di Ravenna a quella di Adria, mentre quelle di Cornacervina, Rero con Finale, Guarda Ferrarese, Ro, Ruina, Zocca, Serravalle e Mesola, passarono all'arcidiocesi di Ferrara, in cambio da questa passarono alla diocesi di Adria Melara, Bergantino, Bariano con San Pietro (oggi Castelnovo Bariano e San Pietro Polesine), Massa Superiore (oggi Castelmassa), Ceneselli, Calto, Ficarolo, Gaiba, Stienta, Gurzone, Santa Maria Maddalena, Canaro, Fiesso, Trecenta, Pissatola, Sariano, Salara, Bagnolo, Zelo, Occhiobello e Barbona fu associata alla diocesi di Padova. Dopo queste modifiche la diocesi contava 150.000 abitanti e 78 parrocchie.
Adria fu da sempre suffraganea dell'arcidiocesi di Ravenna, fino al 1818, quando divenne suffraganea del patriarcato di Venezia.
Il 7 luglio 1909 con il decreto Ea semper fuit della Sacra Congregazione Concistoriale la curia vescovile fu traslata da Adria a Rovigo. A seguito di questo trasferimento il popolo di Adria aggredì il vescovo Tommaso Pio Boggiani e contro la città di Adria fu scagliato un interdetto di quindici giorni.
Il 30 settembre 1986 la diocesi ha assunto il nome attuale in forza del decreto Cum procedere oporteret della Congregazione per i Vescovi e il duomo di Rovigo è stato elevato alla dignità di concattedrale.

## Cronotassi dei vescovi
Si omettono i periodi di sede vacante non superiori ai 2 anni o non storicamente accertati.

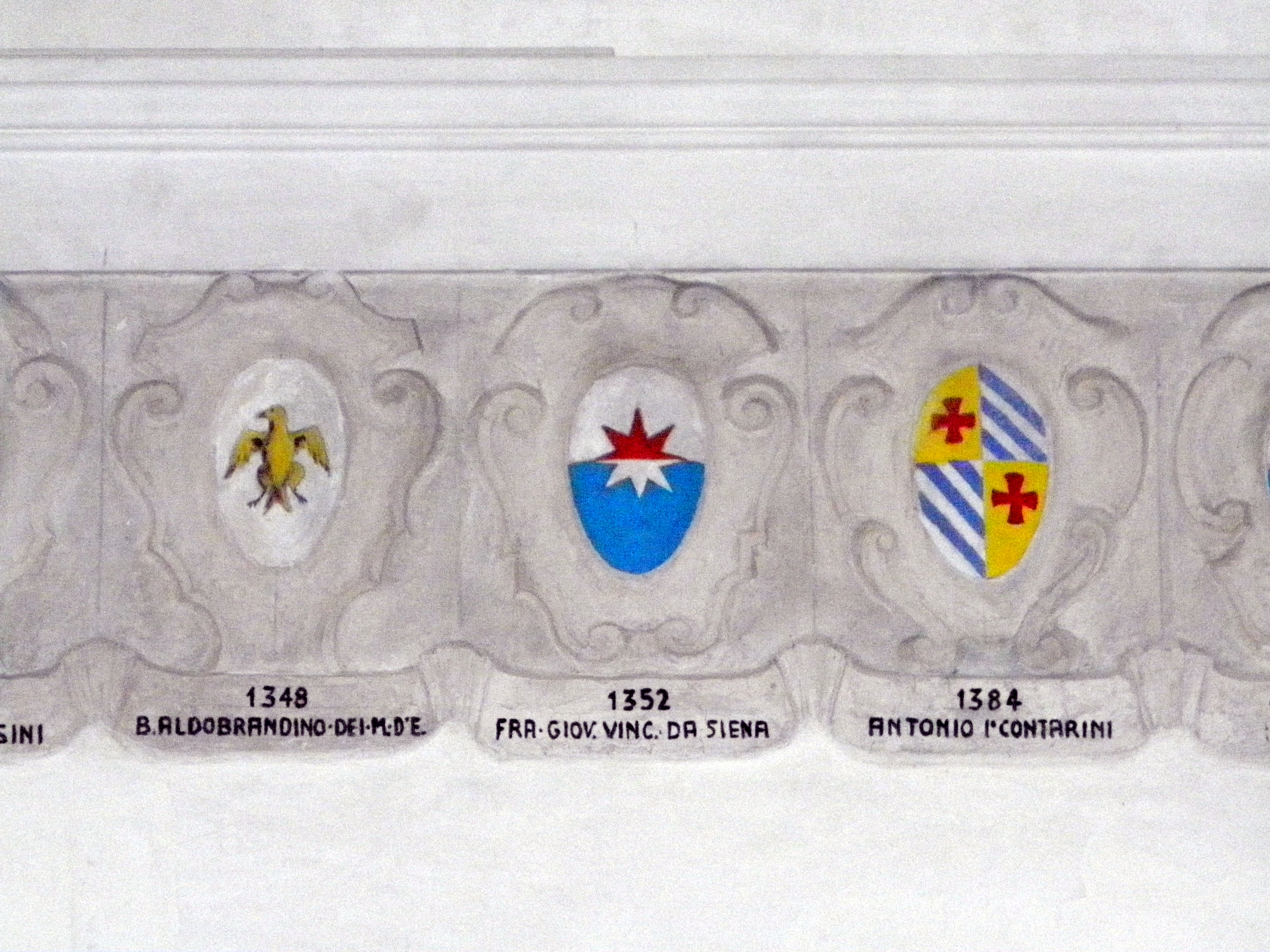
Adria, cattedrale dei Santi Pietro e Paolo, interno cattedrale vecchia, armi di alcuni vescovi che si sono succeduti a capo della diocesi di Adria.

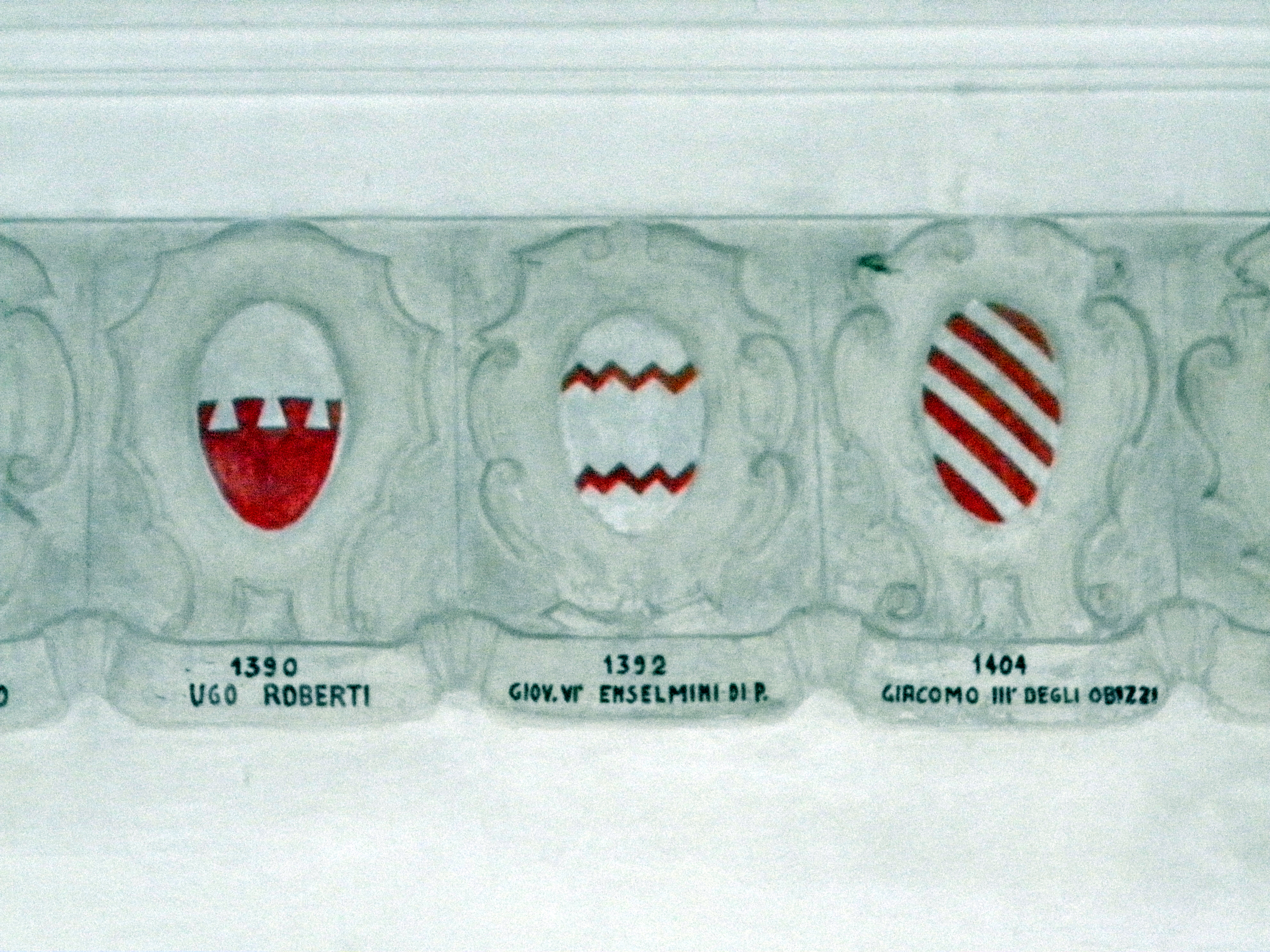
Adria, cattedrale dei Santi Pietro e Paolo, interno cattedrale vecchia, altre armi.

- Beato Gallinostio o Gallionisto † (menzionato nel 649)
- Bono † (VII o VIII secolo)
- Giovanni I † (VII o VIII secolo)
- Leone o Leoperto † (menzionato nell'861 o 863)
- Teodino † (menzionato nell'877)
- Paolo (Cattaneo da Lendinara?) † (menzionato nel 920)
- Giovanni II † (prima del 938 - dopo il 948)
- Gemerio o Geminio da Ravenna † (menzionato nel 952)
- Astolfo o Asolfo da Roma † (prima del 967 - dopo il 992)
- Alberico † (menzionato nel 1001)
- Pietro I † (prima del 1003 - dopo il 1017)
- Benedetto † (prima del 1050 - dopo febbraio 1055)
- Atto o Attone o Panso o Tutone da Milano † (menzionato nel 1067)
- Uberto † (menzionato nel 1071)
- Pietro II da Foligno † (prima del 1073 - 1091 deceduto)
- Giacomo I da Firenze † (1091 - 1104 deceduto)
- Isacco I † (1104 - 1115 deceduto)
- Pietro Michieli † (1116 - ?)
- Gregorio III † (pria del 1125 - 1138 deceduto)
- Florio I (Cattaneo da Lendinara o da Verona?) † (1138 - ?)
- Gregorio II † (prima di dicembre 1140 - dopo il 1154)
- Guiscardo † (menzionato nel 1158)
- Vitale da Milano (circa 1160 - dopo il 1162)
- Gabriele † (prima del 1168 - dopo il 1179)
- Giovanni III † (menzionato nel 1184)
- Isacco II † (prima del 1186 - dopo il 1198)
- Pietro IV † (prima del 1203 - dopo il 1207)
- Rolando Sabatino o Zabarella † (prima del 1210 - dopo il 1233)
- Guglielmo d'Este † (1240 - 1257 deceduto)
- Florio II † (1258 - dopo il 1267)
- Giacomo II † (prima del 1270 - dopo il 1274)
- Pellegrino I † (1277 - 1280 deceduto)
- Ottolino, O.S.B.Cam. † (ottobre 1280 - 11 agosto 1284 deceduto)
- Bonifacio I † (circa 1285 - dopo luglio 1286)
- Bonazonta o Bonaggiunta, O.P. † (prima del 14 giugno 1288 - 10 dicembre 1306 deceduto)
- Giovanni IV, O.F.M. † (prima del 1308 - 1317 deceduto)[7]
- Egidio † (1317 - ?)
- Salione Buzzacarino † (prima dell'8 luglio 1318 - 29 agosto 1327 deceduto)
- Esuperanzio Lambertazzi † (22 novembre 1327 - 11 ottobre 1329 nominato vescovo di Cervia)
- Benvenuto, O.P. † (20 ottobre 1329 - 1348 deceduto)
- Beato Aldobrandino d'Este † (19 marzo 1348 - 18 gennaio 1353 nominato vescovo di Modena)
- Giovanni da Siena, O.F.M.Conv. † (18 gennaio 1353 - ?)
- Antonio Contarini † (agosto 1384 - circa 1386 deceduto)[8]
  - Rolandino † (menzionato nel 1390) (antivescovo?)
- Ugo Roberti † (1º settembre 1386 - 7 maggio 1392 nominato vescovo di Padova)
- Giovanni Enselmini † (26 agosto 1392 - 1404 deceduto)
- Giacomo Bertucci degli Obizzi † (11 settembre 1404 - dopo il 19 luglio 1440 deceduto)
  - Mainardino Contrari † (1409 - 1410 dimesso) (antivescovo di Alessandro V)
- Giovanni degli Obizzi † (circa 1442 - 10 luglio 1444 deceduto)[9]
- Bartolomeo Roverella † (15 luglio 1444 - 26 settembre 1445 nominato arcivescovo di Ravenna)
- Giacomo degli Oratori † (26 settembre 1445 - 20 dicembre 1446 deceduto)
- Biagio Novelli (o Novello) † (23 gennaio 1447 - settembre 1465 dimesso)
- Tito Novelli (o Novello) † (18 settembre 1465 - 1487 deceduto)
- Nicolò Maria d'Este † (31 maggio 1487 - 5 agosto 1507 deceduto)
- Beltrame Costabili † (27 agosto 1507 - 1519 deceduto)
  - Francesco Pisani † (1519 - 1519 dimesso) (amministratore apostolico)
- Ercole Rangoni † (15 giugno 1519 - 12 settembre 1520, nominato vescovo di Modena)
  - Ercole Rangoni † (12 settembre 1520 - 27 maggio 1524 dimesso) (amministratore apostolico)
- Giambattista Bragadin † (27 maggio 1524 - 23 maggio 1528 deceduto)
  - Giovanni Domenico De Cupis † (31 agosto 1528 - 10 dicembre 1553[10] deceduto) (amministratore apostolico)
  - Sebastiano Antonio Pighini † (11 dicembre 1553 - 23 novembre 1554[11] deceduto) (amministratore apostolico)
- Giulio Canani † (26 novembre 1554 - 8 febbraio 1591 nominato vescovo di Modena)
- Lorenzo Laureti, O.Carm. † (13 febbraio 1591 - 1598 deceduto)
- Girolamo di Porcia † (7 agosto 1598 - 22 agosto 1612 deceduto)
- Ludovico Sarego † (17 settembre 1612 - 24 settembre 1622 dimesso)
- Ubertino Papafava † (10 maggio 1623 - 9 ottobre 1631 deceduto)
- Germanico Mantica † (21 febbraio 1633 - febbraio 1639 deceduto)
- Giovanni Paolo Savio † (19 dicembre 1639 - 27 ottobre 1650 deceduto)
- Giovanni Battista Brescia † (6 febbraio 1651 - 14 ottobre 1655 nominato vescovo di Vicenza)[12]
- Bonifacio Agliardi, C.R. † (2 agosto 1656 - 1º febbraio 1666 deceduto)
- Tommaso Retano, C.R.L. † (16 marzo 1667 - 1677 dimesso)
- Carlo Labia, C.R. † (13 settembre 1677 - 29 novembre 1701 deceduto)
- Filippo della Torre † (6 febbraio 1702 - 25 febbraio 1717 deceduto)
- Antonio Vaira † (12 luglio 1717 - 8 ottobre 1732 deceduto)
- Giovanni Soffietti, C.R.M. † (19 gennaio 1733 - 10 settembre 1747 deceduto)
- Pietro Maria Trevisan Suarez † (20 novembre 1747 - 19 giugno 1750 deceduto)
- Pellegrino Ferri † (16 novembre 1750 - 30 settembre 1757 deceduto)
- Giovanni Francesco Mora, C.O. † (2 ottobre 1758 - 15 gennaio 1766 deceduto)
- Arnaldo Speroni degli Alvarotti, O.S.B. † (2 giugno 1766 - 2 novembre 1800 deceduto)
  - Sede vacante (1800-1807)
- Federico Maria Molin † (24 agosto 1807 - 16 aprile 1819 deceduto)
- Carlo Pio Ravasi, O.S.B. † (8 gennaio 1821 - 2 ottobre 1833 deceduto)
- Antonio Maria Calcagno † (19 dicembre 1834 - 8 gennaio 1841 deceduto)
- Bernardo Antonino Squarcina, O.P. † (27 gennaio 1842 - 22 dicembre 1851 deceduto)
- Giacomo Bignotti † (27 settembre 1852 - 7 marzo 1857 deceduto)
- Camillo Benzon † (27 settembre 1858 - 10 dicembre 1866 deceduto)
- Pietro Colli † (27 marzo 1867 - 30 ottobre 1868 deceduto)
  - Sede vacante (1868-1871)
- Emmanuele Kaubeck † (27 ottobre 1871 - 31 agosto 1877 deceduto)
- Giovanni Maria Berengo † (31 dicembre 1877 - 12 maggio 1879 nominato vescovo di Mantova)
- Giuseppe Apollonio † (12 maggio 1879 - 25 settembre 1882 nominato vescovo di Treviso)
- Antonio Polin † (25 settembre 1882 - 15 maggio 1908 deceduto)
- Tommaso Pio Boggiani, O.P. † (16 ottobre 1908 - 10 gennaio 1912 nominato delegato apostolico in Messico[13])
- Anselmo Rizzi † (4 giugno 1913 - 19 ottobre 1934 deceduto)
  - Sede vacante (1934-1936)
- Guido Maria Mazzocco † (12 novembre 1936 - 8 novembre 1968 deceduto)
- Giovanni Mocellini † (1º gennaio 1969 - 12 marzo 1977 dimesso)
- Giovanni Sartori † (12 marzo 1977 - 7 dicembre 1987 nominato arcivescovo di Trento)
- Martino Gomiero † (7 maggio 1988 - 11 ottobre 2000 ritirato)
- Andrea Bruno Mazzocato (11 ottobre 2000 - 3 dicembre 2003 nominato vescovo di Treviso)
- Lucio Soravito De Franceschi † (29 maggio 2004 - 23 dicembre 2015 ritirato)
- Pierantonio Pavanello, dal 23 dicembre 2015

## Statistiche
La diocesi nel 2022 su una popolazione di 193.890 persone contava 190.000 battezzati, corrispondenti al 98,0% del totale.
| anno | popolazione | popolazione | popolazione | presbiteri | presbiteri | presbiteri | presbiteri                | diaconi | religiosi | religiosi | parrocchie |
| anno | battezzati  | totale      | %           | numero     | secolari   | regolari   | battezzati per presbitero | diaconi | uomini    | donne     | parrocchie |
| ---- | ----------- | ----------- | ----------- | ---------- | ---------- | ---------- | ------------------------- | ------- | --------- | --------- | ---------- |
| 1950 | 269.000     | 270.000     | 99,6        | 231        | 195        | 36         | 1.164                     |         | 50        | 578       | 98         |
| 1959 | 251.540     | 251.569     | 100,0       | 212        | 181        | 31         | 1.186                     |         | 40        | 785       | 106        |
| 1969 | 205.968     | 206.142     | 99,9        | 232        | 210        | 22         | 887                       |         | 46        | 763       | 99         |
| 1980 | 207.400     | 207.600     | 99,9        | 240        | 206        | 34         | 864                       | 1       | 58        | 484       | 112        |
| 1990 | 200.151     | 200.975     | 99,6        | 203        | 173        | 30         | 985                       | 1       | 38        | 417       | 109        |
| 1999 | 199.983     | 201.745     | 99,1        | 183        | 156        | 27         | 1.092                     |         | 40        | 316       | 109        |
| 2000 | 199.983     | 201.745     | 99,1        | 186        | 158        | 28         | 1.075                     |         | 42        | 296       | 109        |
| 2001 | 199.990     | 202.172     | 98,9        | 182        | 154        | 28         | 1.098                     |         | 42        | 258       | 109        |
| 2002 | 199.990     | 202.172     | 98,9        | 177        | 149        | 28         | 1.129                     |         | 42        | 253       | 109        |
| 2003 | 200.128     | 202.864     | 98,7        | 175        | 147        | 28         | 1.143                     |         | 44        | 195       | 109        |
| 2004 | 200.128     | 202.878     | 98,6        | 176        | 145        | 31         | 1.137                     |         | 48        | 190       | 109        |
| 2006 | 202.069     | 204.179     | 99,0        | 169        | 138        | 31         | 1.195                     |         | 48        | 185       | 109        |
| 2012 | 198.000     | 204.464     | 96,8        | 159        | 129        | 30         | 1.245                     | 2       | 56        | 160       | 109        |
| 2015 | 197.975     | 204.525     | 96,8        | 146        | 120        | 26         | 1.355                     | 6       | 49        | 137       | 109        |
| 2018 | 194.653     | 200.292     | 97,2        | 137        | 110        | 27         | 1.420                     | 6       | 46        | 139       | 109        |
| 2020 | 190.041     | 198.335     | 95,8        | 121        | 95         | 26         | 1.570                     | 7       | 45        | 125       | 109        |
| 2022 | 190.000     | 193.890     | 98,0        | 125        | 98         | 27         | 1.520                     | 7       | 50        | 97        | 109        |